# Emory (Texas)
Emory es una ciudad ubicada en el condado de Rains en el estado estadounidense de Texas. En el Censo de 2010 tenía una población de 1.239 habitantes y una densidad poblacional de 242,1 personas por km².

## Geografía
Emory se encuentra ubicada en las coordenadas 32°52′37″N 95°45′59″O / 32.87694, -95.76639. Según la Oficina del Censo de los Estados Unidos, Emory tiene una superficie total de 5.12 km², de la cual 5.08 km² corresponden a tierra firme y (0.71%) 0.04 km² es agua.

## Demografía
Según el censo de 2010, había 1.239 personas residiendo en Emory. La densidad de población era de 242,1 hab./km². De los 1.239 habitantes, Emory estaba compuesto por el 88.46% blancos, el 3.47% eran afroamericanos, el 0.89% eran amerindios, el 0.81% eran asiáticos, el 0% eran isleños del Pacífico, el 4.12% eran de otras razas y el 2.26% pertenecían a dos o más razas. Del total de la población el 9.04% eran hispanos o latinos de cualquier raza.